# Simran
Simran (Gurmukhi: ਸਿਮਰਨ, pronunciación: [sɪmɾn]; en hindi: सिमरण, सिमरन; del sánscrito: स्मरण, smaraṇa, 'recordar, rememorar'), en espiritualidad, es una palabra sánscrita que se refiere al recuerdo continuo del aspecto más elevado de uno mismo, y/o al recuerdo (o sentimiento) continuo de Dios. Este estado se mantiene continuamente mientras se realizan las obras mundanas de la vida diaria.

## Sijismo
Simran —usado comúnmente como verbo en Gurmukhi— se refiere a 'meditar' en el nombre ( nām ) de Dios. El sijismo es una fe distinta, mediante la cual uno puede relacionarse con Dios simplemente a través de la devoción individual, sin sujeción a rituales por parte de sacerdotes u otros intermediarios.
Según el Gurú Granth Sahib, a través del simran, uno se purifica y alcanza la salvación ( mukti ). Esto se debe a que si-mar significa 'alcanzar la muerte', indicando así la muerte del ego, permitiendo que aparezca la realización de la verdad última ( sach ).
En la página 202 del Gurú Granth Sahib:

Simar simar sukh paa-i-aa
Meditando, meditando en el recuerdo, he encontrado la paz

Este himno enseña que una persona que desea sacar provecho de esta vida humana debe alcanzar un estado espiritual superior al liberarse del apego, dándose cuenta del vacío de los fenómenos mundanos. Por lo tanto, el mérito se adquiere repitiendo, comprendiendo y viviendo devotamente la palabra sagrada todos los días para que la verdad divina y última se revele progresivamente a la persona que la busca con fervor:
Guru Ram Das dice en Sarang ki var (Guru Granth Sahib, 1242):

Nām, lo incorruptible está más allá de nuestra comprensión.
Al mismo tiempo, es nuestro compañero constante y preserva toda la creación. Por lo tanto, la verdad se nos revelará y dejará que la percibamos en nuestros corazones. Es a través de la seriedad como podemos encontrarnos con tal verdad.

## Sant Mat
En Sant Mat, la palabra simran se usa para la práctica espiritual de repetir el mantra dado por el Satgurú durante la iniciación. El mantra mismo también se llama simran. La repetición de simran se realiza durante la meditación y también después de ella, sin embargo, este mantra se abandona más tarde en favor del sentimiento real de uno mismo o de Dios, lo que sucede debido a la ruptura de la monotonía a través de Jap. Por lo tanto, el mantra se usa solo hasta que se rompen el punto, la monotonía y los patrones formados previamente. Después, el sadhaka experimenta un simran puro.